# La Grande Vitesse
Pour les articles homonymes, voir Vitesse (homonymie).
La Grande Vitesse est une sculpture en acier de couleur rouge située à Grand Rapids dans le Michigan. Elle est l'œuvre d'Alexander Calder.
Elle est également présente sur le drapeau de Grand Rapids dans une version stylisée.

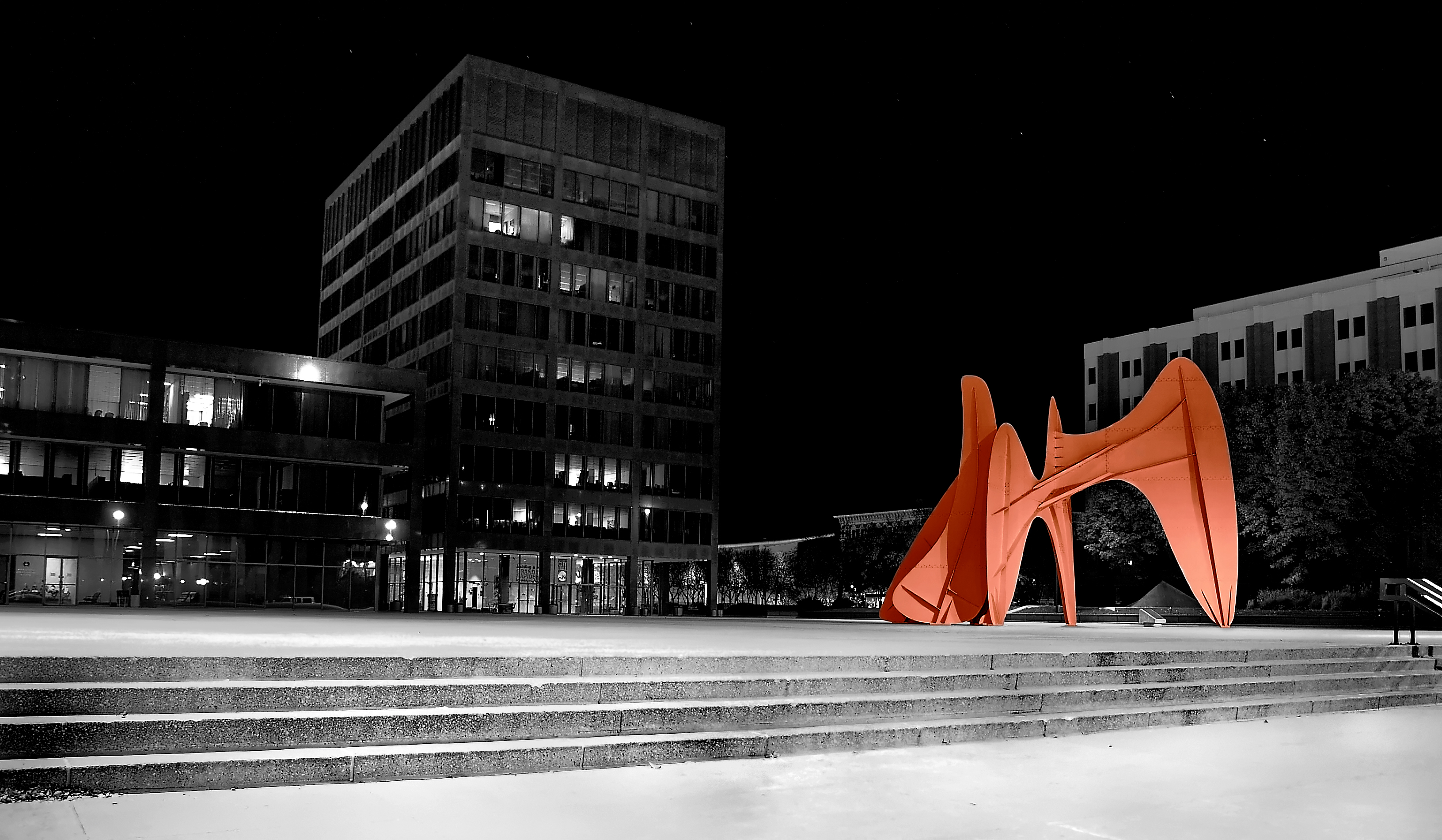
La Grande Vitesse.